# Estádio Municipal de Albufeira
O Estádio Municipal de Albufeira é um estádio de futebol de localizado na freguesia de Albufeira e Olhos de Água, cidade de Albufeira, em Portugal. 
O estádio  que é a casa do Imortal Desportivo Clube foi construído em 1925 e renovado mais tarde em 1996 com melhores condições para atletas e espectadores
O recinto com capacidade para 3 500 adeptos, possui um relvado natural, com iluminação, uma pista de atletismo sintética de oito corredores, com cerca de 400 metros, permitindo a prática de todas as modalidades de atletismo.
1. ↑  «Estádio Municipal de Albufeira | Município de Albufeira». www.cm-albufeira.pt. Consultado em 9 de outubro de 2024